# Pałac w Starejwsi
Pałac w Starejwsi – zabytkowy pałac w miejscowości Starawieś koło Węgrowa na pograniczu dwóch historycznych krain Podlasia i Mazowsza. 
Neogotycki obiekt wybudowany w XVI wieku, w późniejszym okresie był wielokrotnie przebudowywany i modernizowany.

## Historia i rozbudowa
Najstarsza informacja dotycząca rezydencji w Starejwsi zawarta jest w inwentarzu majętności węgrowskiej sporządzonym w 1619 roku przez Jakuba Nurzyńskiego na polecenie Janusza Radziwiłła, kasztelana wileńskiego (ojca koniuszego litewskiego Bogusława Radziwiłła). Z dokumentów tych wynika, że pałac był jednym z elementów tzw. założenia dworskiego, składającego się ponadto z drewnianego dworku oraz stojących osobno łaźni, kuchni i oficyny a także folwarku. Rezydencja, leżąca na terenie granicznym między Podlasiem a Koroną, miała charakter obronny, otoczona była wzmocnioną basztami palisadą oraz zachowaną do dziś fosą. Pałac był murowaną, trzykondygnacyjną budowlą, krytą ceramicznym dachem z wieżą z umieszczonym na niej, na wysokości drugiego piętra zegarem. Wejście usytuowane było w osi elewacji frontowej i prowadziło do sieni ze schodami. Piętro o charakterze reprezentacyjnym przykryte było stropem belkowym. Znajdowały się tam apartamenty księcia i księżnej, zdobione polichromiami, z galeriami obrazów (m.in. portrety książąt Janusza i Krzysztofa Mikołaja Radziwiłłów) oraz zajmująca połowę kondygnacji sala jadalna z ośmioma oknami.
Pałac był kilkakrotnie remontowany i modernizowany. Poważnej przebudowy dokonano w latach 1655-61 staraniem księcia Bogusława Radziwiłła. W narożach od frontu dobudowano dwie wieże, kryte baniastymi hełmami, dach został pokryty dachówką. Układ wnętrz i ich rozmieszczenie nie zmieniło się. Z inwentarza sporządzonego w trakcie przebudowy w 1659 roku przez Władysława Starzyńskiego i Jana Pękalskiego wynika, iż pałac był w owym czasie wyposażony m.in. w potrójny system fortyfikacji, podwójną palisadę i fosę. Dzięki tym umocnieniom bez uszczerbku wyszedł z wojen szwedzkich.
Największe zmiany w architekturze pałacu zaszły w latach czterdziestych XIX wieku, gdy był własnością księcia Sergiusza Golicyna. Rozebrano narożne alkierze, dostawiono portyk, wieżę i taras, co sprawiło, że pałac nabrał cech modnego w tym czasie neogotyckiego angielskiego zamczyska. Elewacja frontowa została ozdobiona herbami rodowymi Golicynów (Golicyn) i Jezierskich (Nowina) na maswerkowym tle oraz herbami kolejnych rezydentów Starejwsi:  Sapiehów (Lis), Krasińskich (Ślepowron), Junosza i Rola. W elewacji bocznej umieszczono wykusz, po obu stronach pałacu zbudowano dwie neogotyckie oficyny. Umieszczona na wieży data wskazuje na zakończenie remontu elewacji w 1843 roku. Zaprojektowano również park, adaptując jego dawną regularną część oraz pozostałości systemu obronnego: fosę i bastiony.

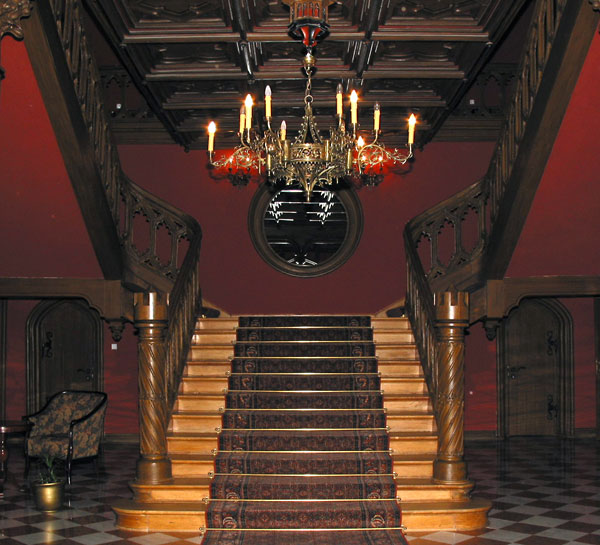
Westybul z klatką schodową

Modernizację wnętrz pałacu przeprowadzono w latach 1859-62, według projektu Bolesława Podczaszyńskiego, absolwenta wydziału architektury paryskiej  École des Beaux-Arts, który nie naruszył dawnego podziału wnętrz, wprowadzając jedynie dekoracje, nawiązujące bezpośrednio do wnętrz starych angielskich pałaców doby elżbietańskiej.
W 1912 roku, dla upamiętnienia powrotu Radziwiłłów do dawnej rezydencji, na bramie wjazdowej umieszczono ich herb.
W czasie II wojny światowej w zajętym przez Niemców pałacu stacjonowały małe oddziały Wermachtu. W końcowej fazie wojny oraz bezpośrednio po jej zakończeniu rozgrabione zostało całe wyposażenie ruchome pałacu i poważnie uszkodzone detale architektonicznego wystroju wnętrz. W późniejszym okresie w pałacu mieściła się szkoła, magazyn GS, organizowano kolonie dla dzieci. Brak właściwej konserwacji doprowadził do stanu daleko posuniętej dewastacji.
W 1966 zarząd nad zespołem pałacowo-parkowym przejął Narodowy Bank Polski. Podczas prac rewaloryzacyjnych prowadzonych w latach 1972-79 dokonano zmian w rozplanowaniu wnętrz i strukturze obiektu, dostosowując do funkcji ośrodka wypoczynkowego i konferencyjnego. Remont i konserwacja objęły nie tylko pałac, ale również oficyny, starą piwnicę, kordegardę i most. Uporządkowany został również niemal 30-hektarowy park, wraz ze stawami, kanałami i alejkami. Kolejny remont, połączony z gruntownymi pracami konserwatorskimi, które przywróciły pałacowi dawną świetność, przeprowadzono w latach 1999–2001. Obecnie mieści się tu ośrodek szkoleniowy NBP.

## Zespół pałacowo-parkowy
Usytuowany jest na niewielkim wzniesieniu. Przez bramę i most na fosie prowadzi wjazd na kolisty podjazd pałacowy. Neogotycka brama posiada cztery filary zwieńczone krenelażem. Do bramy przylega kordegarda również zwieńczona krenelażem ujętym w wieżyczki.
Pałac zwrócony jest frontem na południowy zachód. Zewnętrzne elewacje pałacu są zwieńczone krenelażem z nadwieszonymi ośmiobocznymi wieżyczkami w narożach. W narożu południowo-wschodnim dostawiono ośmioboczną trzykondygnacyjną wieżę z krenelażem. Na jej ostatnim piętrze, pod zegarem, umieszczono datę zakończenia prac w XIX wieku – AD (Anno Domini) MDCCCXLIII - 1843.

Do pałacu prowadzi brama z herbami Trąby Radziwiłłów na słupach bramnych.

Główne wejście do pałacu prowadzi przez trzyosiowy ryzalit, poprzedzony wysuniętym portykiem z arkadami zwieńczonymi łukiem Tudora. Na portyku umieszczony jest taras, a ścianę ryzalitu zdobi dekoracja manswerkowo-rozetowa z dwoma herbami umieszczonymi w kartuszach:

- Golicyn (rodziny Golicynów), lewy w dekoracji maswerkowej
- Nowina (rodziny Jezierskich), prawy w dekoracji maswerkowej, poniżej są herby:

- Lis (rodziny Sapiehów), lewy między oknami
- Ślepowron (rodziny Krasińskich), lewy pod środkowym oknem, dodany w 1879
- Junosza, prawy między oknami
- Rola, prawy pod środkowym oknem, dodany w 1879

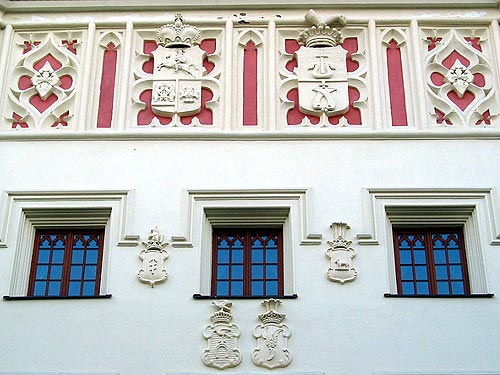
Herby
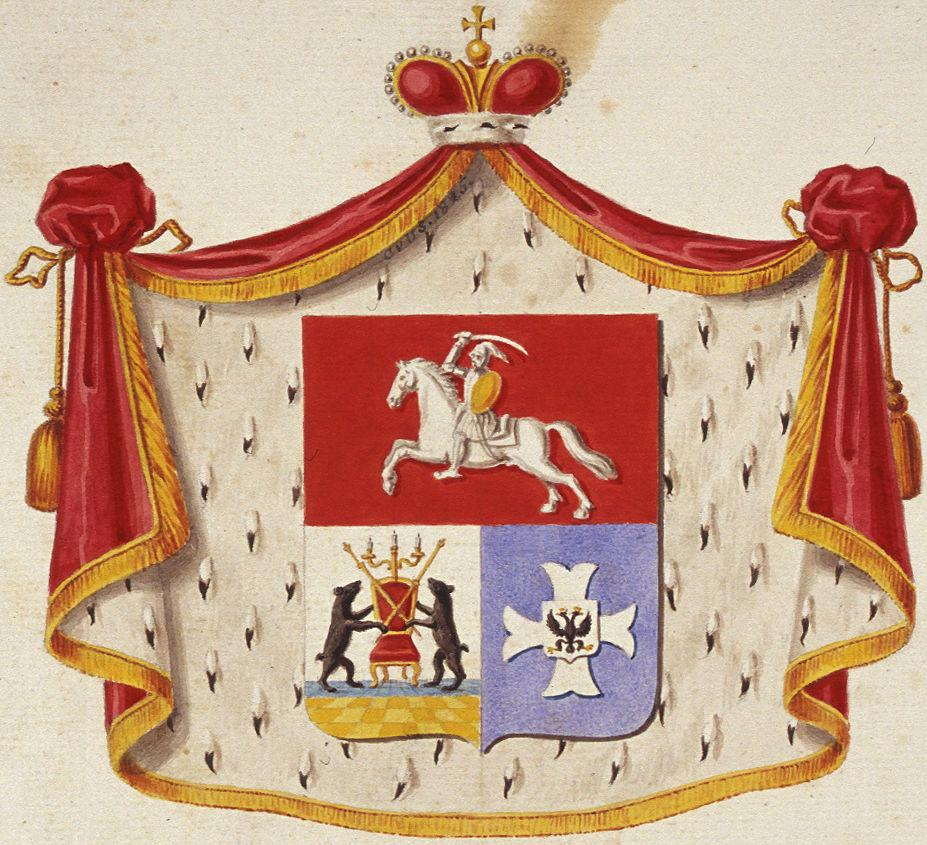
Golicyn
Nowina
Lis
Junosza
Ślepowron
Rola

Od strony ogrodu pałac posiada ośmioboczny taras wsparty na arkadach filarowych ze sterczynami.

Wokół pałacu rozciąga się rozległy park z licznie występującymi starymi świerkami, wiązami, grabami i lipami. W parku znajduje się też połączony z fosą staw.

## Wnętrza
Parter

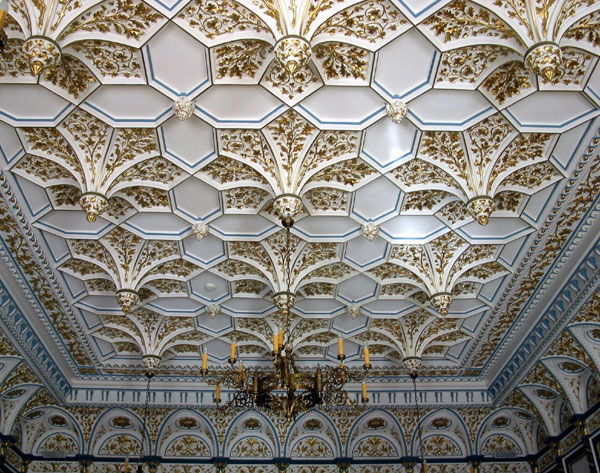
Strop w sali Białej

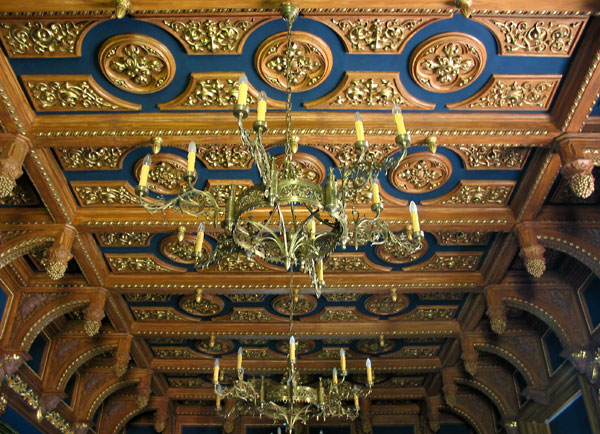
Strop w sali Myśliwskiej

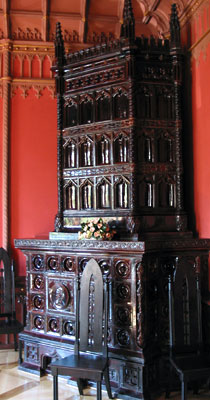
Piec w sali Malinowej

Główne wejście w osi pałacu prowadzi do sieni zajmującej centralne miejsce w korpusie pałacu. Sień została przekształcona w latach 1859–1862 na westybul z reprezentacyjną klatką schodową. Posiada strop kasetonowy podtrzymywany przez drewniane kolumny o rzeźbionych głowicach. Ściany pokryte są imitacją boazerii wykonaną ze stiuku. Pozostałe pomieszczenia parteru, umieszczone w amfiladzie, mają sklepienia krzyżowo-żebrowe i kolebkowe z lunetami z XVII wieku. Sale te przeznaczone były na pomieszczenia gospodarcze i dla służby, dlatego ich wnętrza nie posiadają dekoracji.
Pierwsze i drugie piętro
Klatka schodowa, poprzez westybul z bogatym stropem kasetonowym, prowadzi do reprezentacyjnych sal na piętrze. Z westybulu do pomieszczeń prowadzą portale o bogatej dekoracji neogotyckiej. W części południowo-wschodniej pałacu znajduje się sala wyposażona w klasycystyczny kominek w prostokątnym obramieniu, wzbogaconym w narożnikach dwoma rozetami. Dekoracja sali, z XVIII wieku, to prostokątne płyciny na ścianach ujęte w profilowane ramy oraz bogaty profilowany gzyms z kwiatową girlandą we fryzie.
Po przeciwnej stronie westybulu znajduje się sala z drewnianym stropem kasetonowym, pod którym biegnie fryz z powtarzającym się motywem stylizowanej palmety. Dołem biegnie drewniana boazeria w postaci płycin ze zgeometryzowanymi motywami roślinnymi. W ścianie północnej umieszczono kominek o dekoracji neorenesansowej.
Mansardowe drugie piętro mieści pokoje gościnne. Nie posiadają one architektonicznego wystroju wnętrz.
Skrzydło ogrodowe
Sala Biała, do której prowadzą drzwi z westybulu, ujęte szeroko rozglifionym portalem, zamkniętym łukiem w kształcie oślego grzbietu, jest najbardziej reprezentacyjnym pomieszczeniem pałacu. Pierwotnie była to sala balowa, dlatego otrzymała najbogatszą dekorację ze wszystkich reprezentacyjnych pomieszczeń wnętrza. Ściany u dołu zdobione są drewnianą boazerią o motywach geometrycznych. Sala zwieńczona jest bogatym stropem z fasetą, pokrytym dekoracją roślinną, imitującym mauretańskie sklepienie stalaktytowe.
Następna sala, Malinowa, do której prowadzi wejście z sali Białej zwieńczone łukiem Tudora, jest zdobiona u dołu drewnianą boazerią o motywie powtarzających się arkadek. Na sklepieniu znajduje się plafon z fasetą, którego centrum stanowi wielka, dekoracyjna rozeta. Ściany poniżej fasety obiega dekoracyjny fryz utworzony z motywów ostrołukowych arkadek. W narożniku umieszczono dwukondygnacyjny, neorenesansowy piec kaflowy.
Ostatnia sala skrzydła ogrodowego, zwana Myśliwską lub Pod Głowami, kończy ciąg reprezentacyjnych pomieszczeń pierwszego piętra. Prowadzi z niej wyjście na taras, z którego rozciąga się widok na park i okolicę. Sala ta również zdobiona jest drewnianą boazerią, oraz bogatym kasetonowym, drewnianym stropem, pod którym przebiega fryz z konsolami. Konsole opierają się na wspornikach w formie głów, od których pochodzi nazwa tej sali.
Drugie piętro
Mansardowe drugie piętro mieści pokoje gościnne. Nie posiadają one architektonicznego wystroju wnętrz.